# Geul
El Geul (alemán: Göhl); francés: la Gueule) es un río de Bélgica y los Países Bajos, donde es afluente por la margen derecha del río Mosa.

## Geografía
El Geul nace a unos 300 metros sobre el nivel del mar en el noreste de Bélgica, cerca de la frontera alemana, al sur de la ciudad alemana de Aquisgrán. Desde allí, tras recorrer unos 20 km en dirección noroeste, sale de Bélgica y entra en los Países Bajos por Cottessen, en el municipio de Vaals. Tras recorrer otros 38 km en dirección oeste-noroeste por la parte más meridional de Limburgo, que a su vez es la provincia más meridional de los Países Bajos, desemboca en el Mosa, al norte de la ciudad de Maastricht.
Un afluente del Geul es el Gulp.
Los lugares por los que pasa el Geul son, entre otros, Kelmis (Bélgica), Valkenburg aan de Geul y Meerssen (Países Bajos).

## Contaminación
El agua del Geul está gravemente contaminada con metales pesados como el zinc y el plomo, por lo que también es una fuente importante de metales pesados para el Mosa.
Esta contaminación es el resultado de antiguas actividades mineras de zinc y plomo cerca de las ciudades belgas de Kelmis (La Calamine) y Plombières (anteriormente llamada Bleiberg).

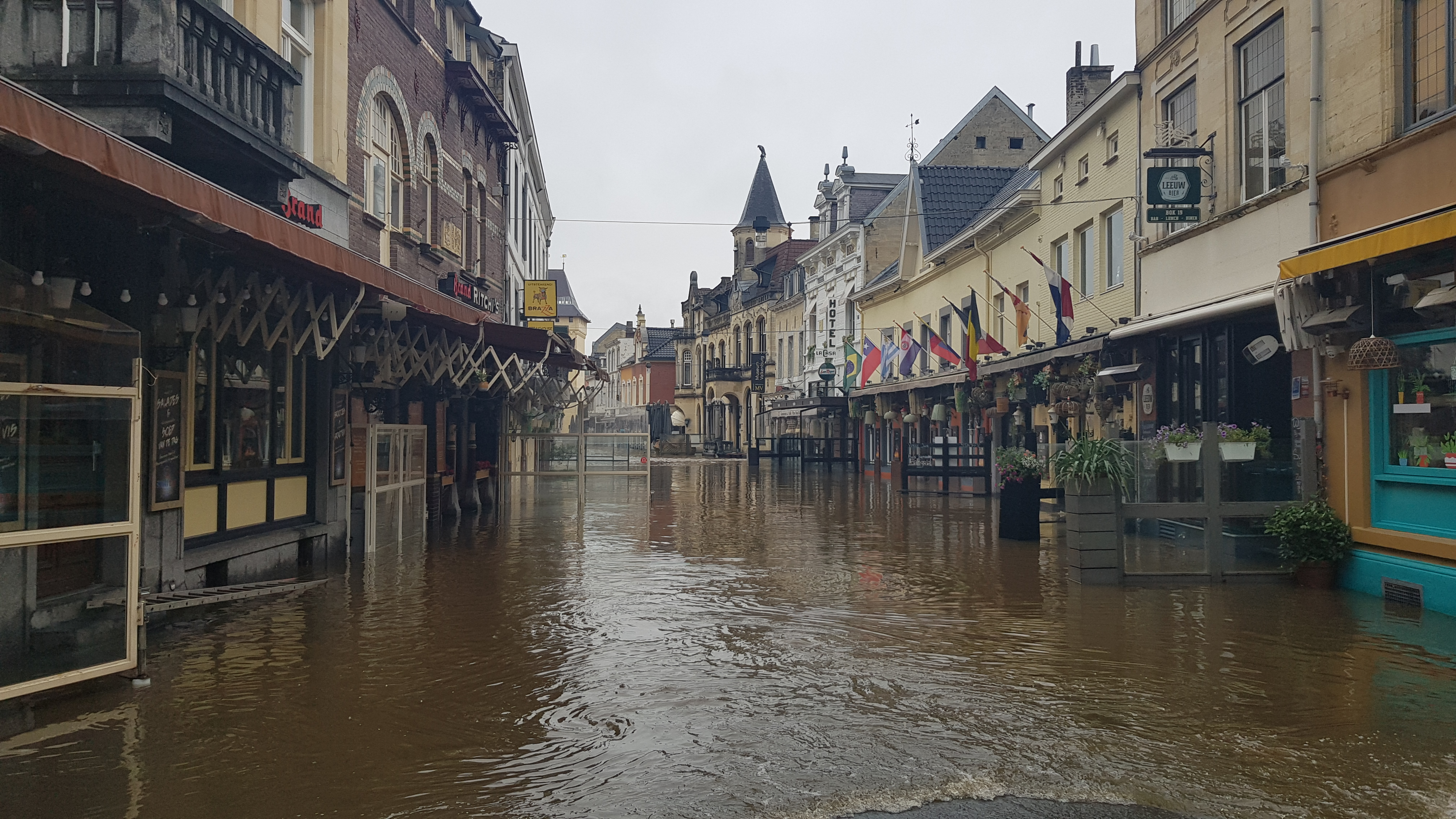
Inundación del Geul en el distrito comercial del centro de Valkenburg aan de Geul durante las inundaciones europeas de 2021

La última de estas minas cerró a principios del siglo XX. Una de las razones del abandono de las actividades mineras en Plombières fue la inundación ocasional de la mina por el Geul, ya que el lecho rocoso (principalmente caliza carbonífera) contiene muchas fallas y fisuras.
Aunque los edificios de las fábricas mineras han sido demolidos, todavía abundan en la zona los antiguos diques ferroviarios. Proporcionan rutas de senderismo ideales, conocidas por la presencia de la llamada "flora del zinc" (plantas tolerantes al zinc, como la violeta de calamina amarilla y la Viola calaminaria).

## Eventos significativos
Durante las inundaciones europeas de 2021, las orillas del río se inundaron, incluso en algunos de los principales centros de población como Valkenburg aan de Geul.

## Galería

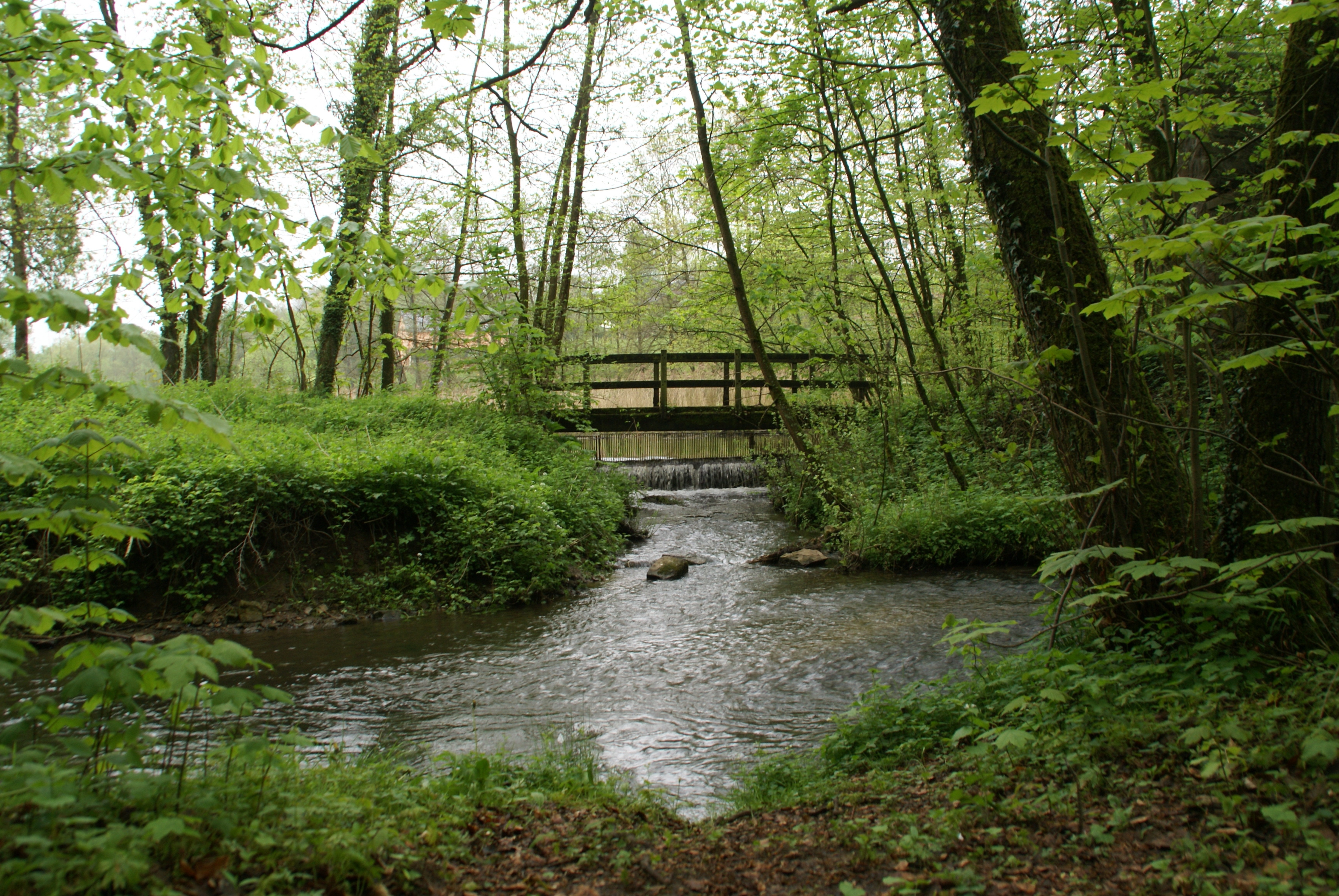
En Kelmis Tueljebach
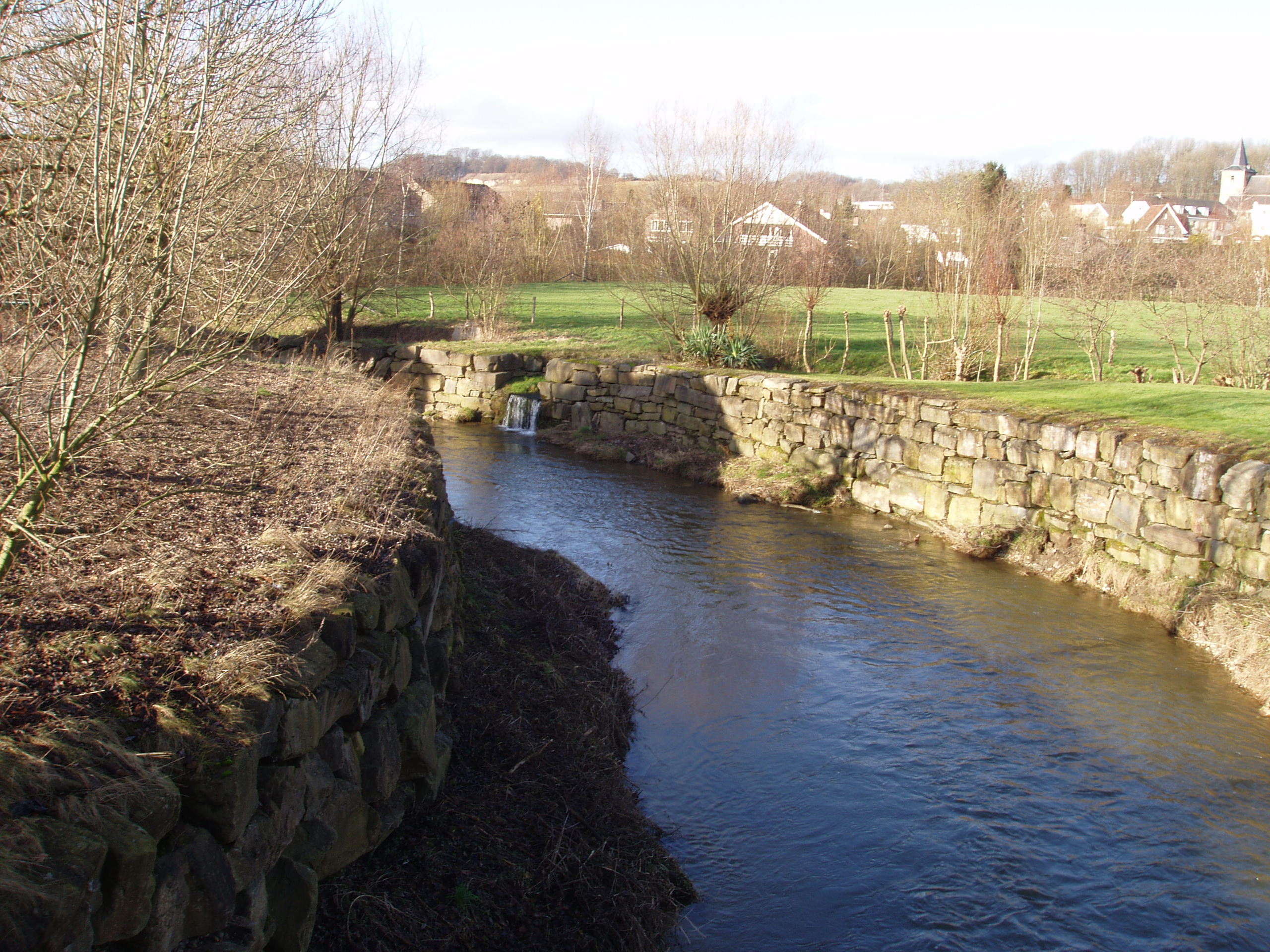
En Schin op Geul
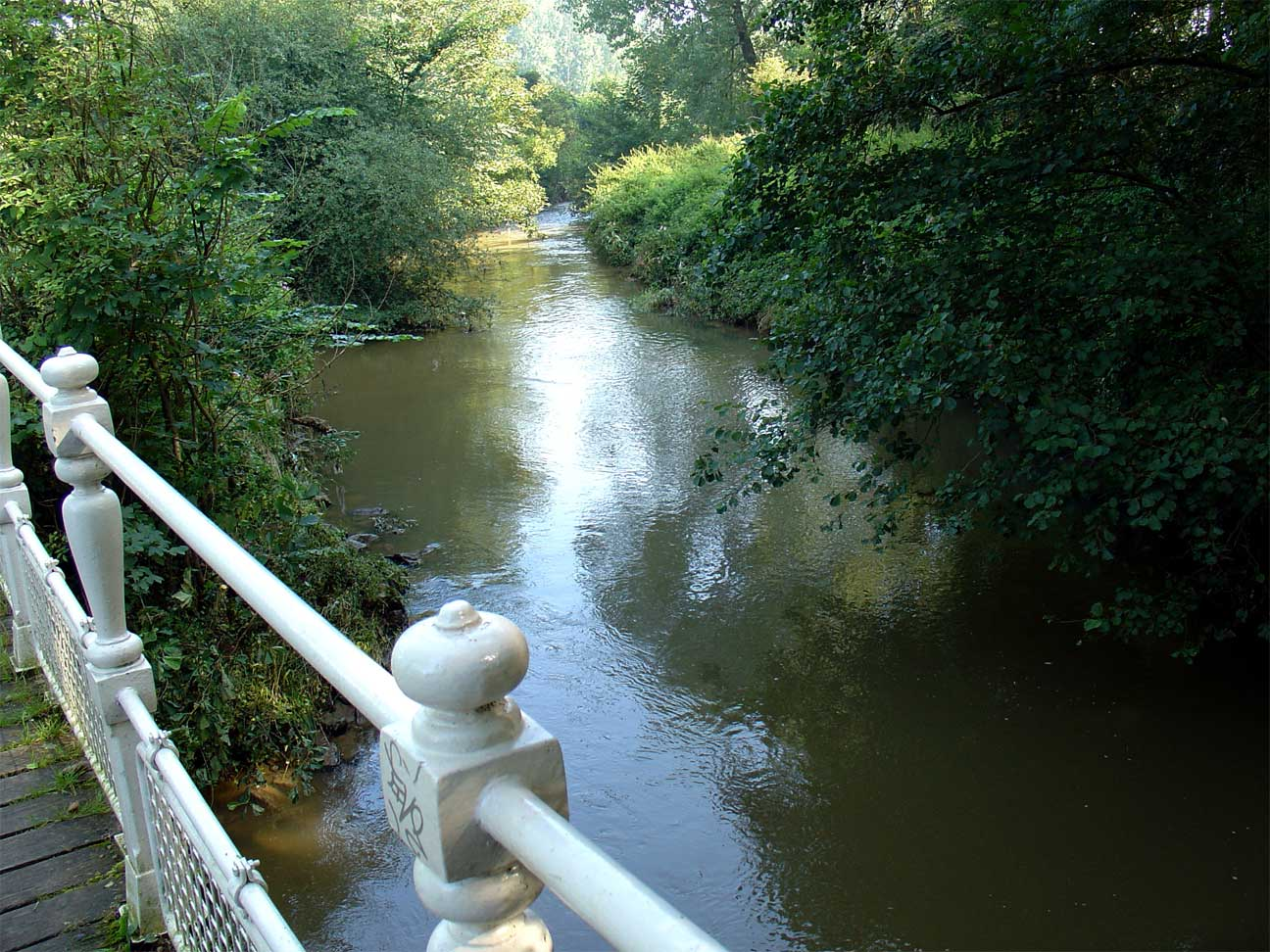
En Strabeek
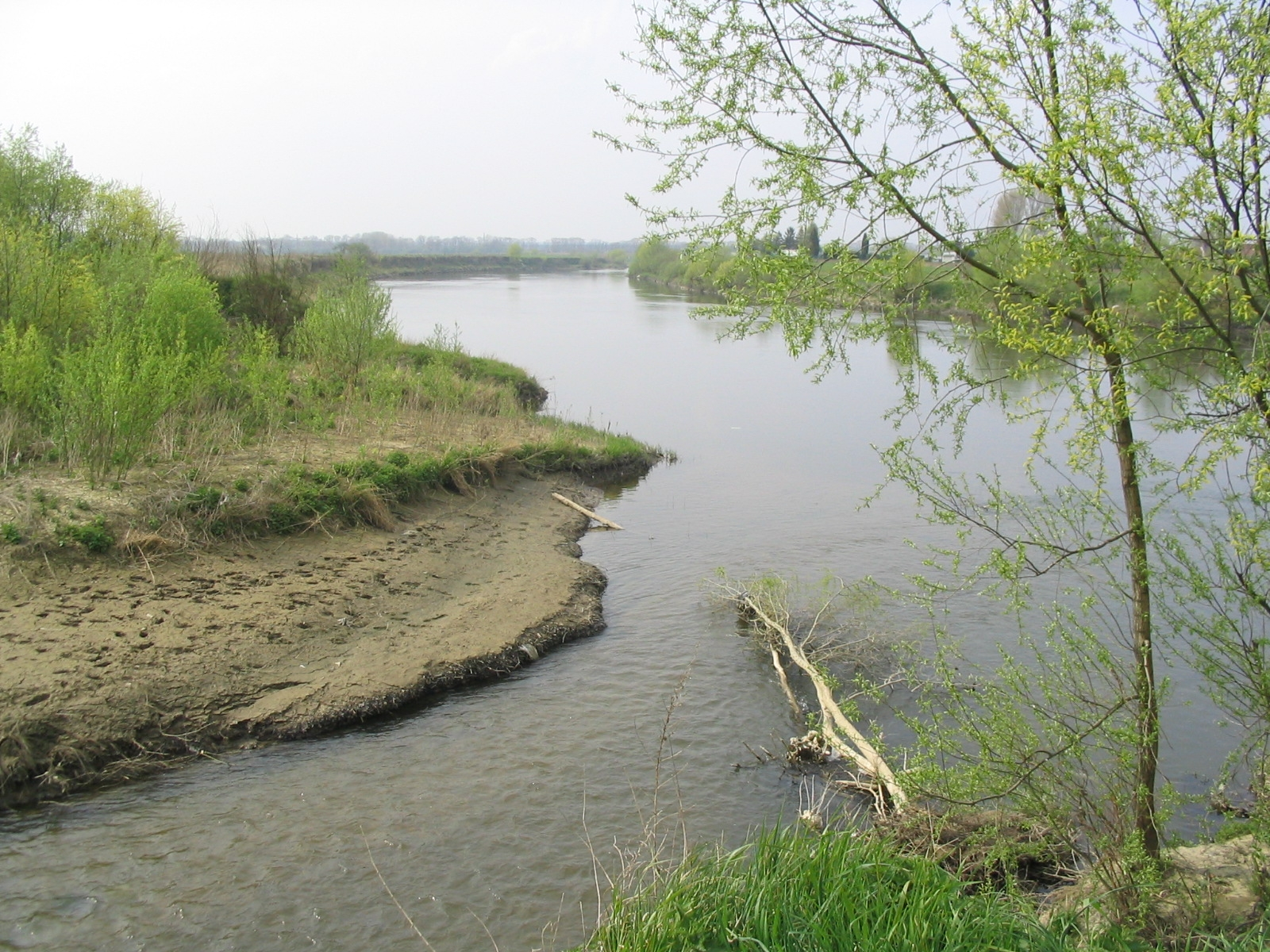
Estuario en Voulwammes